# Excessive Force
Excessive Force ist ein musikalisches Projekt welches 1991 von Sascha Konietzko und Günter Schulz von KMFDM und Buzz McCoy von My Life With the Thrill Kill Kult gegründet wurde.

## Geschichte
1991 veröffentlichte Excessive Force ihre Single Conquer Your House, gefolgt von dem Album Conquer Your World. Nach diesen Veröffentlichungen stieg McCoy aus dem Projekt aus, das damit zu einem Nebenprojekt der Band KMFDM wurde. 1993 veröffentlichte Excessive Force die Single Blitzkrieg, gefolgt von dem Album Gentle Death. Excessive Force war auch an Remixen der KMFDM-Stücke Light und Megalomaniac beteiligt.
Konietzko lehnte zunächst die Möglichkeit ab, den Namen Excessive Force wieder aufleben zu lassen und nannte das Projekt „eine einmalige Sache, die zu einer zweimaligen Sache wurde“. Zudem erwähnte er, dass eine White-Supremacist-Band mit demselben Namen existiert. Am 6. November 2007 gab es eine Neuveröffentlichung seitens KMFDM Records für den gesamten Backkatalog des Projektes.

## Diskografie
- 1991: Conquer Your House (Single, Wax Trax! Records)
- 1993: Blitzkrieg (Single, Wax Trax! Records)
- 1993: Gentle Death (Album, Wax Trax! Records)